# Houzz
Houzz je americká webová stránka a online komunita o architektuře a interiérovém designu založená v roce 2009 sídlící v Kalifornii. 

## Historie
Spoluzakladateli aplikace a webové stránky jsou Adi Tatarko a Alon Cohen. Houzz začal původně jako vedlejší projekt dvaceti rodičů z Adiho a Alonovy dětské školy a několika architektů a designérů. Stránka se stala největší rezidenční komunitou pro přestavby a rekonstrukce domovů online a stále rapidně roste. Od září 2018 se komunita rozšířila na více než 40 milionů měsíčních unikátních uživatelů a více než 2,1 milionu aktivních domovů.